# 森尾正博
森尾 正博（もりお まさひろ、1974年12月2日 - ）は、日本の漫画家。福岡県出身。血液型O型。妻は漫画家の並木洋美。

## 略歴
- 2001年、11月期まんがカレッジにて「タイムダイバー」が佳作を受賞。
- 2002年、『少年サンデー特別増刊R』11月7日号に「とったが勝ち!」が掲載されデビュー。
- 2003年、『週刊少年サンデー超』12月25日号より「伝説の帰宅部 Returner」で初連載。
- 2007年、『週刊ヤングサンデー』14号より「ビーチスターズ」を連載開始。
- 以後、漫画家として活動。

## 作品リスト

### 連載
- 伝説の帰宅部 Returner（『週刊少年サンデー超』2003年12月25日号 - 2004年2月25日号） - 短期連載。
- ピコピコパピコ！（『週刊ヤングサンデー』2006年19号 - 2006年21号） - 短期集中連載。
- ビーチスターズ（『週刊ヤングサンデー』2007年14号 - 2008年35号、『YSスペシャル』2008年VOL.1 - 同年VOL.4）
  - ザ!! ビーチスターズ（『ゲッサン』2009年6月号 - 2010年5月号）
- カラット∞原石ガール（『ヤングアニマル』2009年2号 - 2009年18号）
- 天然格闘少女ちひろちゃん（『ヤングアニマルあいらんど』11号〈2010年〉 - 23号〈2013年〉）
  - 天然格闘少女ちひろちゃん♥（『ヤングアニマル嵐』2012年6号 - 2013年11号）
- かみさま日和（『週刊漫画TIMES』2010年10月12日号 - 2012年3月2日号）
- これからコンバット（『週刊漫画TIMES』2013年1月11日号 - 2016年9月2日号）
- ラグビー部女子マネ革命 なづなのお願いっ!!（『ヤングアニマル嵐』2014年2号 - 2015年1号）
- 肉極道（原作：佐々木善章、『週刊漫画TIMES』2017年3月17日号 - 2018年8月17日号）
- 異世界でも風俗嬢やってみた（『コミックトレイル』2019年3月1日[3] - 2022年6月17日）
- 異世界召喚おじさんの銃無双ライフ 〜サバゲー好きサラリーマンは会社終わりに異世界へ直帰する〜（『コミックトレイル』2022年9月2日[4] - 連載中）

### 読み切り
- とったが勝ち！（『少年サンデー特別増刊R』2002年11月7日号）
- ヒーロー先輩（『週刊少年サンデー超』2003年9月25日号） - '02秋のサンデーR・ルーキートライアル第1位作品。
- 地球防衛バッパパーマン（『週刊少年サンデー』2004年21号）
- 伝説の帰宅部 Returner（『週刊少年サンデー』2005年3号）
- 夢拳法・アクセル（『週刊ヤングサンデー』2005年50号）
- のの子突撃!!（『ヤングアニマルあいらんど』10号）
- コロッケはおかずですか？（『週刊漫画TIMES』2016年11月18日号）
- 異世界でも風俗嬢やってみた（『週刊漫画TIMES』2018年11月30日号）[5]

### 書籍
- 『ビーチスターズ』、小学館〈ヤングサンデーコミックス〉2007年 - 2009年、全7巻
- 『カラット∞原石ガール』、白泉社〈ジェッツコミックス〉2009年、全2巻
- 『ザ!! ビーチスターズ』、小学館〈ゲッサン少年サンデーコミックススペシャル〉2010年、全2巻
- 『かみさま日和』、芳文社〈芳文社コミックス〉2011年 - 2012年、全3巻
- 『天然格闘少女ちひろちゃん』、白泉社〈ジェッツコミックス〉2011年 - 2014年、全5巻
- 『これからコンバット』、芳文社〈芳文社コミックス〉2013年 - 2016年、全7巻
- 『ラグビー部女子マネ革命 なづなのお願いっ!!』、白泉社〈ジェッツコミックス〉2014年 - 2015年、全2巻
- 『肉極道』、原作：佐々木善章、芳文社〈芳文社コミックス〉2017年 - 2018年、全5巻
- 『異世界でも風俗嬢やってみた』、芳文社〈芳文社コミックス〉2019年 - 2022年、全9巻
- 『異世界召喚おじさんの銃無双ライフ 〜サバゲー好きサラリーマンは会社終わりに異世界へ直帰する〜』、芳文社〈芳文社コミックス〉2022年 - 、既刊8巻（2025年8月12日現在）

## 師匠
- 皆川亮二